# Distylium
Distylium és un gènere de plantes amb flors amb 18 espècies d'arbusts i arbres de fulles persistents dins la família Hamamelidaceae, són plantes natives de l'est i sud-est d'àsia, però fins al Plistocè mitjà també ocupaven el nord-oest de la regió mediterrània incloent els Països Catalans

## Algunes espècies
- Distylium buxifolium - Xina
- Distylium chinense - Xina
- Distylium chungii - Xina
- Distylium cuspidatum - Xina
- Distylium dunnianum - Xina
- Distylium elaeagnoides - Xina
- Distylium gracile - Xina
- Distylium macrophyllum - Xina
- Distylium myricoides - Xina
- Distylium pingpienense - Xina
- Distylium racemosum - arbre de la Xina, Corea, Japó (Ryukyu), Taiwan
- Distylium tsiangii - Xina